# Relax (Lied)
Relax (engl.: etwa Entspann dich) ist ein New-Wave-Song der britischen Band Frankie Goes to Hollywood. Es war die erste Single der Gruppe, die im Oktober 1983 nahezu ein Jahr vor dem Debütalbum Welcome to the Pleasuredome erschien. Das Stück wurde von Holly Johnson, Peter Gill und Mark O’Toole geschrieben und belegte in Deutschland, der Schweiz und Großbritannien Platz eins der Charts. 

## Geschichte
Nachdem Trevor Horn, Mitgründer von ZTT Records, die Gruppe in der Fernsehshow The Tube gesehen hatte, nahm er sie im Mai 1983 unter Vertrag. Zwar beschrieb Horn die in der Sendung präsentierte, frühe Version von Relax als „mehr Jingle denn Song“, bevorzugte jedoch mit unprofessionell produzierten Aufnahmen zu arbeiten, da er diese dann nach seinen eigenen Vorstellungen überarbeiten konnte. Nach der Vertragsunterzeichnung entwarf der Mitinhaber von ZTT, Paul Morley, eine provokante Werbekampagne, die er als „strategischen Angriff auf den Pop“ ansah. Relax sollte den Auftakt einer Single-Trilogie über die Themen Sex, Krieg und Religion bilden und thematisiert, ironisierend, BDSM und die schwule Lederszene. 
Die Aufnahmen zu Relax begannen im Juli 1983 in den nahe Oxford gelegenen Manor Studios. Die Studioarbeit war geprägt von Horns Hang zum Perfektionismus, der die Bandmitglieder völlig überforderte. Als sich herausstellte, dass die Aufnahmen unbefriedigend waren, heuerte Horn die frühere Band Ian Durys – die Blockheads – für die Aufnahmesessions an. Diese Sessions wurden jedoch als klanglich zu antiquiert erachtet und in der Folge entwarf Horn ein zeitgemäßeres Arrangement, das von dem Session-Musiker Andy Richards mit Synthesizern eingespielt wurde. J. J. Jeczalik, mit dem Horn bereits bei Produktionen von The Art of Noise zusammengearbeitet hatte, wirkte als Programmierer für die Rhythmus-Sektion mit. Das Grundgerüst dieser Version entstand vollständig in Horns eigenem Studio in London (SARM Studios), während die Bandmitglieder in ihrer Heimatstadt Liverpool zurückgeblieben waren. Holly Johnsons Gesangsspur wurde später hinzugemischt.
So war letztlich der Sänger Holly Johnson das einzige Mitglied, das bei der Produktion aktiv mitwirkte, während Horn den Rest der Band lediglich für die Aufnahme eines einzigen Samples nutzte, indem er sie in ein Schwimmbecken springen ließ. Horn sagte später in einem Interview:

„Ich hätte diese Aufnahmen niemals im Alleingang machen können. Faktisch gab es zwar keine Aufnahmen mit der Band, aber die ganze Atmosphäre kam von ihr.“

Die Kosten für die Produktion wurden mit 70.000 Pfund Sterling angegeben.

## Veröffentlichung und Wahrnehmung
Ursprünglich sollte Relax erst am 24. Januar 1984 veröffentlicht werden, doch auf Druck von ZTT Records wurde der Termin auf den 18. Oktober 1983 vorgezogen. Der Titel wurde wegen des anzüglichen Schallplattencovers und des homoerotischen Textes kontrovers diskutiert und teilweise auch boykottiert. So brach der Radiomoderator Mike Read am 11. Januar 1984 während der Radio 1 Breakfast Show die Wiedergabe des Songs unvermittelt ab, bezeichnete die Covergestaltung von Yvonne Gilbert sowie den Songtext als „absolut obszön“ und weigerte sich, die Platte noch einmal zu spielen. Diese Schimpftirade wurde später von dem Schauspieler Chris Barrie imitiert und als Einleitung für die Langversion des Titels The Power of Love verwendet. Auch die BBC hatte den Titel mittlerweile auf den Index gesetzt. Kommerzielle Rundfunksender spielten Relax jedoch weiterhin und die BBC entschloss sich Ende 1984, den Bann wieder aufzuheben. An Weihnachten 1984 war der Titel in der Sendung Top of the Pops vertreten.
Die Bedeutung provokanter Textzeilen wie Relax, don’t do it, when you want to come ist umstritten und wird bisweilen kontrovers diskutiert. Insbesondere diese Zeile wird häufig als Anweisung zur sexuellen Befreiung interpretiert. Sie kann jedoch auch als Plädoyer für Geduld, Kontrolle und die Kunst des Aufschubs der Befriedigung verstanden werden.

## Kommerzieller Erfolg
Relax war vor allem in Deutschland (6 Wochen auf Platz 1, vom 24. Februar bis 5. April 1984), der Schweiz (6 Wochen auf Platz 1, vom 4. März bis 14. April 1984), in Großbritannien (5 Wochen auf Platz 1, vom 22. Januar bis 25. Februar 1984) und in Frankreich (9 Wochen auf Platz 1, vom 1. April bis 2. Juni 1984) erfolgreich. In den Vereinigten Staaten war dies der einzige Top-Ten-Hit der Band, die nachfolgenden Singles Two Tribes und Welcome to the Pleasuredome waren nur noch mäßig erfolgreich.

### Chartplatzierungen
| ChartsChartplatzierungen       | Höchstplatzierung | Wochen/ Monate |
| ------------------------------ | ----------------- | -------------- |
| Deutschland (GfK)              | 1 (38 Wo.)        | 38 Wo.         |
| Österreich (Ö3)                | 4 (6 Mt.)         | 6 Mt.          |
| Schweiz (IFPI)                 | 1 (31 Wo.)        | 31 Wo.         |
| Vereinigte Staaten (Billboard) | 10 (23 Wo.)       | 23 Wo.         |
| Vereinigtes Königreich (OCC)   | 1 (70 Wo.)        | 70 Wo.         |

| ChartsJahrescharts (1984) | Platzierung |
| ------------------------- | ----------- |
| Deutschland (GfK)         | 3           |
| Österreich (Ö3)           | 20          |
| Schweiz (IFPI)            | 6           |

### Auszeichnungen für Musikverkäufe
| Land/Region                  | Auszeichnungen für Musikverkäufe (Land/Region, Auszeichnung, Verkäufe) | Verkäufe  |
| ---------------------------- | ---------------------------------------------------------------------- | --------- |
| Frankreich (SNEP)            | Gold                                                                   | 500.000   |
| Italien (FIMI)               | Gold                                                                   | 50.000    |
| Kanada (MC)                  | Gold                                                                   | 50.000    |
| Neuseeland (RMNZ)            | Platin                                                                 | 30.000    |
| Spanien (Promusicae)         | Gold                                                                   | 30.000    |
| Vereinigte Staaten (RIAA)    | Gold                                                                   | 1.000.000 |
| Vereinigtes Königreich (BPI) | Platin                                                                 | 1.000.000 |
| Insgesamt                    | 5× Gold · 2× Platin ·                                                  | 2.670.000 |

## Musikvideo
Zu Relax wurden zwei Musikvideos gedreht: Der Regisseur Bernard Rose zeigte in einem Nachtclub Szenen und Motive aus dem BDSM- und homosexuellen Bereich. Diese ursprüngliche Fassung wurde angeblich von MTV und der BBC verboten. Eine weitere Fassung erschien Anfang 1984 mit einer Lasershow als zentralem Bestandteil. In dieser Fassung führten Godley & Creme Regie.

## Adaptionen und Auszeichnungen
- 1985 wurde der Song mit einem BRIT Award in der Kategorie Best British Single ausgezeichnet.
- In den Filmen Der Tod kommt zweimal (in dem die Band auch bei einem Auftritt zu sehen ist), Police Academy – Dümmer als die Polizei erlaubt, Zoolander, Der Boss kennt auch den Staatsanwalt und The Proposal sowie im Spiel Grand Theft Auto: Vice City war der Titel Bestandteil des Soundtracks.

## Coverversionen
- 1984: Captain Sensible
- 1985: Weird Al Yankovic (Hooked on Polkas)
- 1995: Sydney Gay and Lesbian Mardi Gras
- 1997: Brooklyn Bounce
- 2000: Bloodhound Gang (Mope)
- 2001: Powerman 5000
- 2002: Richard Cheese
- 2003: The Dandy Warhols
- 2004: Stefano Prada
- 2008: Atrocity
- 2022: Fozzy